# Пангей
Пангейські пагорби грец. Παγγαίο όρος, також Пангей, Кушниця (болг. Кушница) — гірське пасмо у Греції, ном Кавала, розташоване на відстані близько 40 км від міста Кавала.
Біля підніжжя хребта в античну добу виникло македонське місто Філіппи. З тих часів також відомі Пангейські золото-срібні рудники.

## Географія
Висота найвищого піку, що носить назву Кутра, сягає 1 956 м. Власне ж Пангейські пагорби — вододіл річок Струма та Ксиропотамос. Рослинність представлена здебільшого платаном та каштаном.

## Міфологія
Пангейські пагорби у давньогрецькій міфології пов'язані з титанами. На вершині гори Пангей, згідно з давньогрецькими міфами, поховано легендарного фракійського поета, пісняра, «винахідника музики» Орфея. Існує переказ, за яким саме на горі Пангей за порадою Діоніса було страчено фракійського напівміфічного царя Лікурга.